# Ōkuma
Ōkuma (Japans: 大熊町, Ōkuma-machi) is een Japanse gemeente, gelegen in het district Futaba (prefectuur Fukushima). De gemeente heeft een oppervlakte van 78 km² en had in 2010 een bevolking van 11.515. 
De kerncentrales Fukushima I en Fukushima II liggen op het grondgebied van de gemeente. Door de kernramp op 11 maart 2011 moest de gemeente ontruimd worden omdat de ganse gemeente binnen de evacuatiezone van 20 km rond de centrale lag. Sinds 2019 mag een deel van het grondgebied terug bewoond worden en in 2020 telde de gemeente 2.578 inwoners.

## Geografie
De gemeente grenst in het oosten aan de Grote Oceaan terwijl het westelijk deel in de uitlopers van het Abukumagebergte ligt. De gemeente wordt doorkruist door de nationale wegen 6 en 288.
Ōkuma grenst aan volgende gemeenten:
- Namie
- Futaba
- Tamura
- Kawauchi
- Tomioka